# スウェーデンアカデミー辞典
スウェーデンアカデミー辞典（スウェーデンアカデミーじてん、スウェーデン語: Ordbok över svenska språket utgiven av Svenska Akademien）は、スウェーデン・アカデミーが編纂するスウェーデン語の辞典。項目は約45万。第一巻は1893年発行で2023年に完刊したが、その後にスウェーデン語に入った語句を反映して改訂作業が行われる予定である。1997年にオンライン版が作成され、ネット上で使用できる。